# Polymetme surugaensis
Polymetme surugaensis är en fiskart som först beskrevs av Matsubara, 1943.  Polymetme surugaensis ingår i släktet Polymetme och familjen Phosichthyidae. Inga underarter finns listade i Catalogue of Life.